# Inktomi (crater)

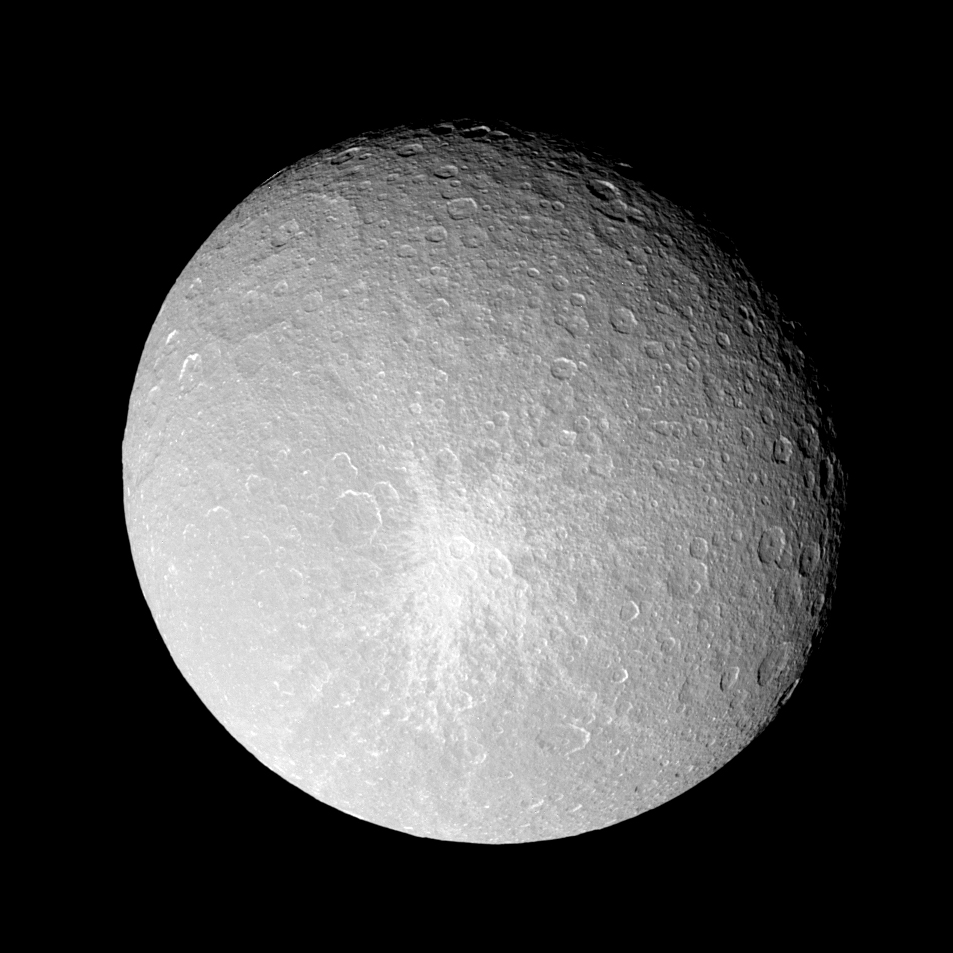
Inktomi este o trăsătură proeminentă pe Rhea, văzută aici caracterizată prin culoarea sa deschisă și prin resturile în formă de aripi de fluture.

Inktomi, cunoscut și sub numele de The Splat, este un crater cu raze proeminent cu 47,2 kilometri (29,3 mi) în diametru  situat în emisfera sudică a satelitului lui Saturn Rhea. Craterul este numit după zeul păianjen Lakota Iktomi  și este situat la 14.1°S 112.1°V. Se crede că Inktomi este cea mai tânără formă de relief de pe Rhea, cu estimări variind de la 8 la 280 de milioane de ani.

## Origine și compoziție
Modelul de resturi cu raze indică un impact oblic dinspre vest. Impactul a aruncat gheață pură de sub suprafața lui Rhea, creând o regiune contrastant mai deschisă decât regiunile înconjurătoare.  Analiza recentă a datelor VIMS de la Cassini arătat gheață curată, fără impurități la crater și în resturile acestuia.  Reevaluarea imaginilor de pe orbită, folosind imagini suplimentare preluate de la Inktomi și din împrejurimile sale, confirmă o pătură de resturi continuă aproape lipsită de cratere mici, deci probabil un impact mai recent din punct de vedere geologic.  O anaglifă tridimensională construită din imaginile Cassini VIMS arată un podea de crater deluroasă cu un complex de vârfuri central proeminent, dar din punct de vedere topografic jos. În timp ce secundarele radiale obișnuite apar în afara păturii de resturi continuă asociată cu razele strălucitoare, grupurile de numeroase cratere mici ar putea fi identificate în partea de est a podelei craterului și în resturile continue adiacente. Aceste cratere mici au fost create cel mai probabil de materialul arncat de la impactul Inktomi la un unghi abrupt. 